# Thubten Kunpella

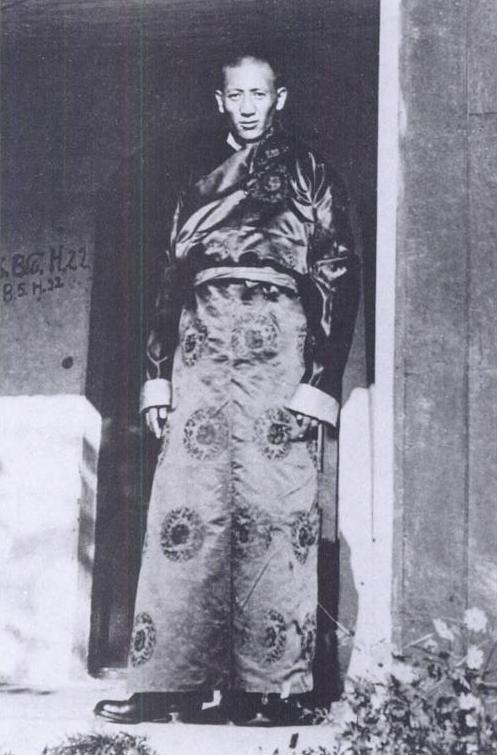
Thubten Kunpella

Tubten Kunpella (ur. ok. 1905, zm. w grudniu 1963), tybetański mnich i polityk.
Pochodził z chłopskiej rodziny. Początkowo był drobnym urzędnikiem w otoczeniu Dalajlamy XIII. Szybko zyskał zaufanie władcy, który mianował go swoim głównym asystentem. W późniejszym okresie Kunpella otrzymał także stanowiska szefa mennicy państwowej oraz dowódcy gwardii Dalajlamy. Powierzone zostało mu także zadanie elektryfikacji Lhasy. W wyniku walk o władzę po śmierci Wielkiego Trzynastego (1933) został aresztowany, a następnie oskarżony o zdradę stanu i wygnany z kraju. Zmarł w 1963 w Lhasie.